# 和平会展中心站
和平会展中心站是杭州地铁15号线的一座车站，位于中华人民共和国浙江省杭州市拱墅区文晖街道绍兴路与潮王路交叉口北侧地下，原和平会展中心（已拆除）附近，沿绍兴路南北向布置。

## 历史
- 2024年8月22日，杭州地铁15-11标项目顺利开始了首幅地下连续墙施工，标志着项目正式进入围护结构施工阶段[1]。
- 2024年9月3日，杭州地铁15-11标项目地下连续墙首件工程验收顺利通过[2]。
- 2025年4月25日，车站地下连续墙完工[3]。